# 토바 준
토바 준(鳥羽 潤, 1978년 10월 13일 ~ )은 일본의 성우이자 가수로, 와카야마현 아리다시 출신다.